# Stutebüll
Stutebüll (dänisch: Studebøl) ist ein Ortsteil der Stadt Kappeln im Kreis Schleswig-Flensburg in Schleswig-Holstein. 
Der Ort liegt nördlich der Kernstadt Kappeln an der Kreisstraße K 59. Westlich verläuft die K 58 und östlich die B 199, südöstlich fließt die Schlei.
Stutebüll wurde erstmals 1498 schriftlich erwähnt. Der Ortsname bezieht sich vermutlich auf einen Ochsen- oder Bullenstall zu dän. stud.